# روبرت بوم
روبرت بوم (بالألمانية: Robert Böhm)‏ هو لاعب كرة قدم ألماني، ولد في 28 مارس 1988 في لوبلينيتس ‏ في بولندا. لعب مع في في في فينلو.

## وصلات خارجية
- روبرت بوم على موقع قاعدة بيانات كرة القدم.إي يو (الإنجليزية)